# Oryctoderma
Oryctoderma es un género de foraminífero bentónico de la subfamilia Oryctoderminae, de la familia Crithioninidae, de la superfamilia Saccamminoidea, del suborden Saccamminina y del orden Astrorhizida. Su especie tipo es Crithionina rotundata. Su rango cronoestratigráfico abarca el Artinskiense (Pérmico inferior).

## Discusión
Clasificaciones previas incluían Oryctoderma en la familia Hemisphaeramminidae de la superfamilia Astrorhizoidea, así como en el suborden Textulariina del orden Textulariida.

## Clasificación
Oryctoderma incluye a las siguientes especies:
- Oryctoderma rotundata †
- Oryctoderma teicherti †